# Kerstin Magnusson
Kerstin Margareta Magnusson, född 1 november 1951 i Sävedalen, är en svensk skådespelare.

## Biografi
Magnusson studerade vid Statens scenskola i Göteborg 1972-1975. 

## Filmografi
- 1975 – Fru Inger til Østråt
- 1977 – Albert & Herbert (TV-serie)
- 1988 – Jungfruresan
- 1995 – Snoken (TV-serie)
- 1996 – Anna Holt - polis (TV-serie)
- 1997 – När tiden runnit ut
- 1997 – Skilda världar (TV-serie)

## Teater

### Roller
| År   | Roll | Produktion                           | Regi                | Teater            |
| ---- | ---- | ------------------------------------ | ------------------- | ----------------- |
| 1983 |      | Raoul Eric Åkerlund                  | Håkan Englund       | Malmö stadsteater |
| 1984 |      | Tango Sławomir Mrożek                | Stig Ossian Ericson | Riksteatern       |
| 1986 |      | Ballad om en skärbräda Staffan Göthe | Åsa Melldahl        | Riksteatern       |